# Gornje Vrbno
Gornje Vrbno (cyr. Горње Врбно) – wieś w Bośni i Hercegowinie, w Republice Serbskiej, w mieście Trebinje. W 2013 roku liczyła 21 mieszkańców.